# Louis-Victor Charlier
Pour les articles homonymes, voir Charlier.
Louis Victor Charlier est un homme politique français né le 10 septembre 1803 à Port-Nord-Ouest (Maurice) et décédé le 12 mai 1874 à Levallois-Perret (Hauts-de-Seine).

## Biographie
Il est d'abord maître de forges dans le Jura: il fabrique des « charpentes métalliques pour les premières gares des réseaux de voies ferrées en construction. Sa compétence économique et technique en la matière est reconnue au plus haut niveau. »
Il est élu conseiller général du canton de Dampierre de 1842 à 1852. 
Il est député du Jura de 1852 à 1857. D'abord candidat officiel, il n'est pas réinvesti par le gouvernement en 1857 et est battu. 

## Famille
Il est le fils de Jean Etienne Victor Charlier, et de Marie Catherine Girault.  
Il est probablement le neveu de Claude Marie Christophe Charlier (1e octobre 1766 Paris- 14 février 1814 siège de Soissons), commandant la garde nationale de l'Oise, major du 29e léger, époux de Catherine Marie Josephe Jazeron; du mariage Charlier- Jazeron est issu Gabriel Vincent Alphonse Charlier (24 avril 1804 à Port-Nord-Ouest - 4 juin 1859), capitaine au 18e régiment d'infanterie de ligne au moment où il devient chevalier de la Légion d'honneur (1833), colonel du 90e de ligne quand il est reçu commandeur (1858). 
Le 25 août 1840, à Paris, Louis Victor Charlier épouse Augustine Cornélie Beclet (1796-1864).